# جيمس رينيل

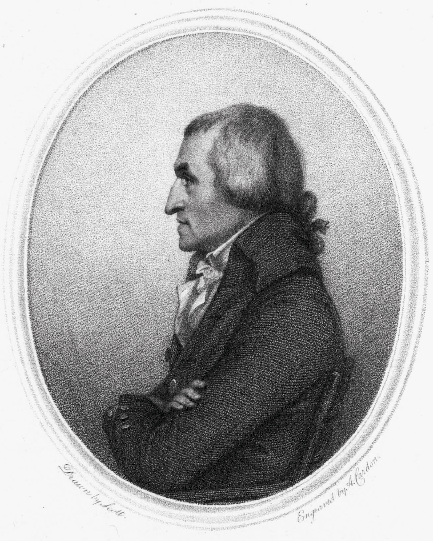
جيمس رينيل سنة 1799

الميجور جيمس رينيل (بالإنجليزية: James Rennell)‏ ـ (3 ديسمبر 1742 ـ 29 مارس 1830) هو جغرافي ومؤرخ إنجليزي، يعد من رواد علم المحيطات.
انتُخب زميلًا للجمعية الملكية سنة 1781، وحصل على وسام كوبلي من الجمعية الملكية سنة 1791، كما حصلر على الميدالية الذهبية من الجمعية الملكية للأدب سنة 1825.
توفي رينيل في 29 مارس 1830، ودُفن في صحن دير وستمنستر، ووُضعت له لوحة تذكارية وتمثال نصفي قرب الباب الغربي. وقد شهد عام وفاته تأسيس الجمعية الجغرافية الملكية.

## معرض صور

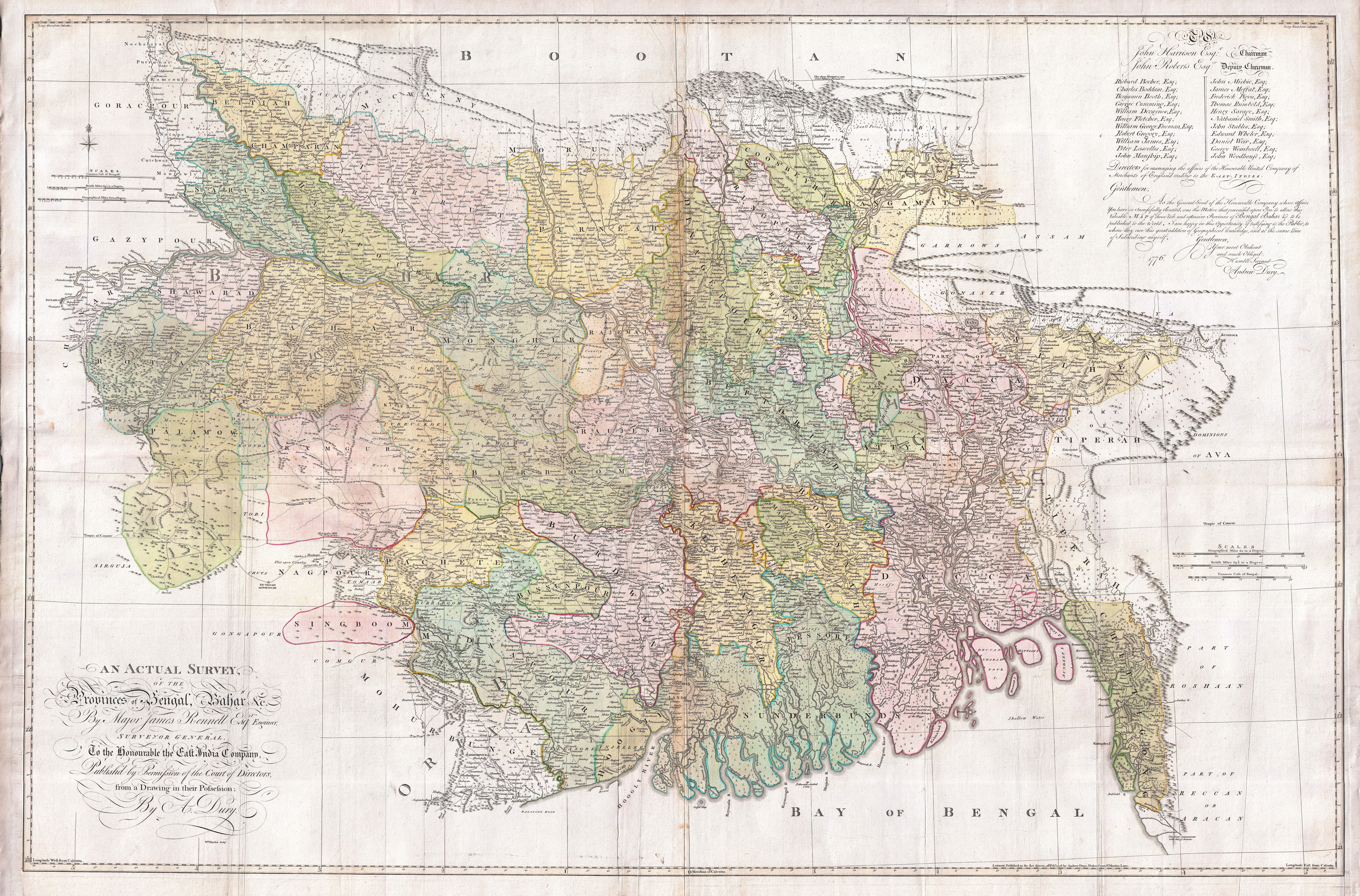
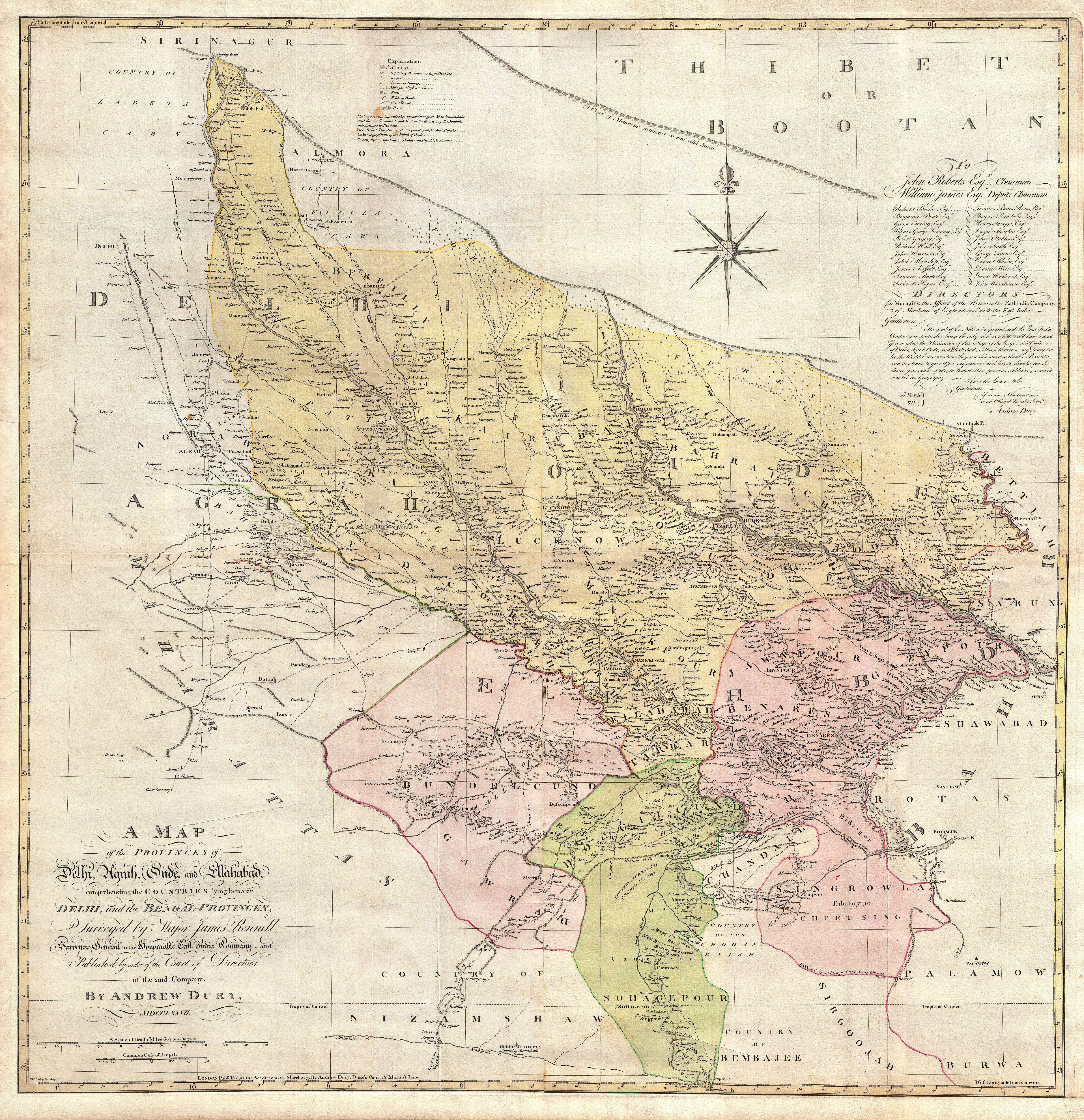
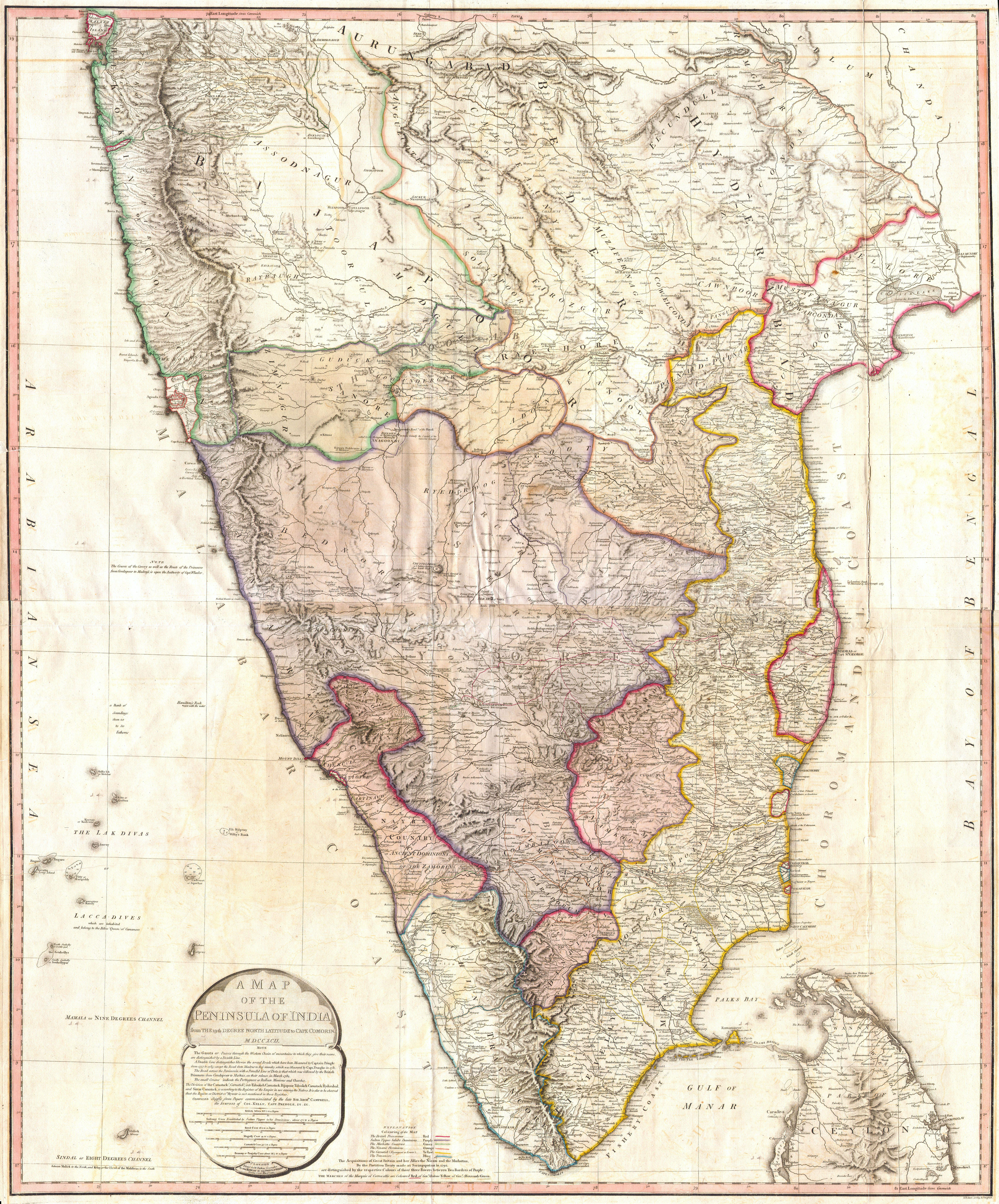

## روابط خارجية
- جيمس رينيل على موقع الموسوعة البريطانية (الإنجليزية)